# شرق المتوسط (رواية)
شرق المتوسط رواية لعبد الرحمن منيف، صدرت في عام 1975. تعد من الروايات السياسية الرائدة فقد تطرقت بكل جرأة لحال المعارضة السياسية في بلدان الشرق الأوسط دون تحديد أسماء أو ذكر لمدن وذلك من خلال سيرة مصغرة لمعارض سياسي مثقف. كما تميزت الرواية بتقنيات روائية حديثة اعتبرت من أول الروايات التي أسست لجيل روائي ما بعد نجيب محفوظ.
شرق المتوسط هي رواية جيل كامل من المعارضة السياسية الخارجة من تحت عباءة الجامعة والاديولوجيات الوافدة - غير المعارضة العمالية التي كانت سائدة قبل ذلك - . تعيش شخصية المعارض حالة من التمزق بين فكي التحرر القومي مع الاستبداد أو الاستعمار الأجنبي لذلك يجد المعارض نفسه بدون أفق شعبي وقد ركزت الرواية على الداخل العربي المحتقن من خلال تضييقات السلطة على البطل المعارض «رجب» ومنه تفرعت الرواية على تجارب رفاقه السجناء أولا ثم محيطه العائلي والاجتماعي مبرزة عبثية الصمود في اطار الركود الوطني العام وقسوة السلطة وتعسفها. تكاد تكون هذه الرواية أكثر المؤلفات جرأة في تاريخ الرواية العربية، فقد لامست المحذور مباشرة ولم تتردد في تفسير واقع السياسة في شرق المتوسط فكانت خطوة لاستقلال هذا النمط من الكتابة الروائية.

## وصلات خارجية
- آراء القراء حول رواية شرق المتوسط على موقع أبجد